# Meister der Barberini-Tafeln

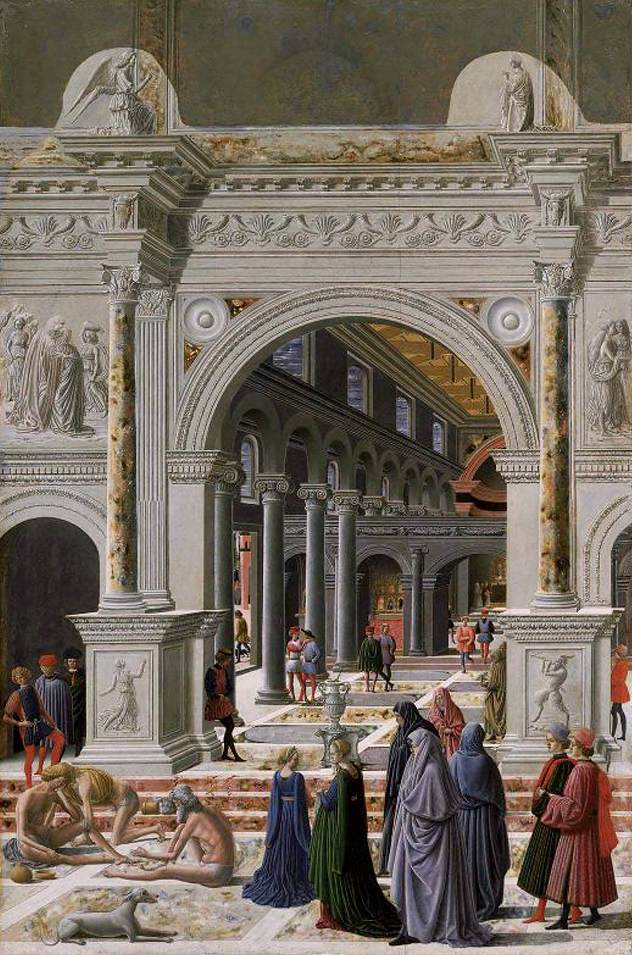
Meister der Barberini-Tafeln (Fra Carnevale?): Darstellung Mariens im Tempel (Italien, um 1460), Museum of Fine Arts de Boston

Als Meister der Barberini-Tafeln (it. Maestro delle Tavole Barberini) wird ein Maler aus dem Italien des 15. Jahrhunderts bezeichnet. Der namentlich nicht bekannte Künstler hat um 1460 oder 1475 zwei Tafelbilder mit Szenen aus dem Leben Mariens geschaffen. Diese waren 1631 in die Sammlung des Kardinals Antonio Barberini gelangt und geben dem Meister seinen Notnamen.
Der Meister der Barberini-Tafeln steht dem Stil seines Zeitgenossen Filippino Lippi nahe und sein Werk ist ein herausragendes Beispiel der Renaissancemalerei im Zentrum Italiens, wie sie sich damals in Umbrien, der Toskana und in deren umliegenden Regionen entwickelte. Eventuell war der Meister in den Städten Florenz oder Urbino tätig.

## Identifizierung
Die Identifizierung des Meisters der Barberini-Tafeln und sein genaues Werkverzeichnis werden in der Fachwelt seit längerem diskutiert. Als wahre Identität werden folgende Maler vorgeschlagen:
- Leon Battista Alberti (1404–1472)[2]
- Giovanni Boccati. (1420–1487)
- Barolomeo Caporali (1420–1505)[3]
- Bartolomeo di Giovanni Corradini, genannt Fra Carnevale (1420–1484)[4]
- Giovanni Angelo d’Antonio da Camerino (1443–1478)[5]
- Donato Bramante (1444–1514)[6]

Es herrscht jedoch weiter keine Einigung, wer unter den genannten Malern tatsächlich der Meister der Barberini-Tafeln gewesen sein könnte. Bramante wird zwischenzeitlich als unwahrscheinlich betrachtet. In letzter Zeit werden Barolomeo Caporali und vor allem auch wieder Fra Carnevale vorgeschlagen.

## Die Tafeln als Teil eines Altars aus Urbino?
Es wurde vorgeschlagen, dass die Barberini-Tafeln Teil des Altars waren, der um 1467 für die Kirche Santa Maria della Bella in Urbino geschaffen wurde und den im 16. Jahrhundert Giorgio Vasari in seiner Biographie von Bramante erwähnt. Dieser Altar ging dann tatsächlich in den Besitz Barberinis. Obwohl weiter in einem Verzeichnis von 1644 daraus Bilder als von Fra Carnevale genannt werden, schließen sich nicht alle Experten dieser Meinung an.

## Werke (Auswahl)
Die beiden Bilder des Meisters der Barberini-Tafeln aus der Sammlung Barberinis befinden sich heute in Museen in den Vereinigten Staaten: Es finden sich
- Geburt Mariens im Metropolitan Museum of Art, New York, (Inv.Nr. 35.121) und
- Darstellung Mariens im Tempel im Museum of Fine Arts,  Boston (Inv. Nr. 37.108)

Weiter werden dem Meister der Barberini-Tafeln zwei Verkündigungsszenen zugeschrieben, auf denen er Renaissancearchitektur als einen für ihn typischen Rahmen nutzt:
- Verkündigung, National Gallery of Art in Washington, DC (Inv. Nr. K 407)[11]
- Verkündigung, Alte Pinakothek, München (Inv. Nr. 645)[12]

Insgesamt wurden im Laufe der Zeit mehr als fünfzig Bilder gefunden, die beispielsweise durch Stilvergleich der Architekturmalerei mit dem Meister in Verbindung gebracht werden können.

## Die Architektur in den Bildern des Meisters
Der Meister der Barberini-Tafeln und sein Werk werden in der Kunsthistorik vor allem wegen der ambitionierten Darstellung von Architektur und deren gekonnter Einbindung in den Bildinhalt besprochen. Das Bild der Verkündigung in Washington ist ein typisches Beispiel dafür, wie die Maler des Quattrocento Architektur in ihren Bildern streng formalisierten und in korrekter Perspektive darstellten, wie es sich auch beim Meister der Gardner-Verkündigung findet. Der Meister der Barberini-Tafeln zieht den Blick des Betrachters seines Verkündigungsbildes durch einen Torbogen im Vordergrund hindurch in den paradiesischen Garten im Hintergrund und verbindet so zur Unterstreichung des Bildinhaltes eine streng formalisierte Zentralperspektive und genaue Betrachtung der Realität mit diesem mystischen marianischen Symbol zur Jungfrau Maria
Vorgänger des Meisters der Barberini-Tafeln und auch noch viele Zeitgenossen deuten in ihren Bildern die Architektur nur durch Auswahl eines prägenden Ausschnittes wie beispielsweise eines Torbogens oder einer Apsis an. Im Bild des Tempelgangs zeigt der Meister jedoch seine Anstrengungen, eine umfassende Vorstellung eines jüdischen Tempels zu geben. Wie auch der Torbogen, der zum Paradiesgarten führt, wird die Architektur des Tempels Gottes so zum Bild im Bild.